# Порезское сельское поселение
Порезское сельское поселение — упразднённое муниципальное образование в составе Унинского района Кировской области России.
Центр — село Порез.

## История
Порезское сельское поселение образовано 1 января 2006 года согласно Закону Кировской области от 07.12.2004 № 284-ЗО.
Законом Кировской области от 27 июля 2007 года № 151-ЗО в состав поселения включены населённые пункты упразднённых Барашковского и Князевского сельских поселений.
К 2021 году упразднено в связи с преобразованием муниципального района в муниципальный округ.

## Население
| 2010 | 2012 | 2013 | 2014 | 2015 | 2016 | 2017 |
| ---- | ---- | ---- | ---- | ---- | ---- | ---- |
| 856  | ↘815 | ↘795 | ↘769 | ↘752 | ↘748 | ↘710 |
| 2018 | 2019 | 2020 | 2021 |      |      |      |
| ↘674 | ↘621 | ↘588 | ↘490 |      |      |      |

## Состав
| №  | Населённый пункт | Тип населённого пункта       | Население |
| -- | ---------------- | ---------------------------- | --------- |
| 1  | Порез            | село, административный центр | 512       |
| 2  | Барашки          | деревня                      | 152       |
| 3  | Бармаши          | деревня                      | 2         |
| 4  | Выползово        | деревня                      | 44        |
| 5  | Выселки          | деревня                      | 27        |
| 6  | Гольцы           | деревня                      | 16        |
| 7  | Заболотное       | деревня                      | 0         |
| 8  | Князево          | деревня                      | 96        |
| 9  | Лумпун           | деревня                      | 0         |
| 10 | Раменье          | деревня                      | 0         |
| 11 | Тоскуи           | деревня                      | 7         |
| 12 | Удмуртский Порез | деревня                      | 0         |